# Frank M. Scheelen

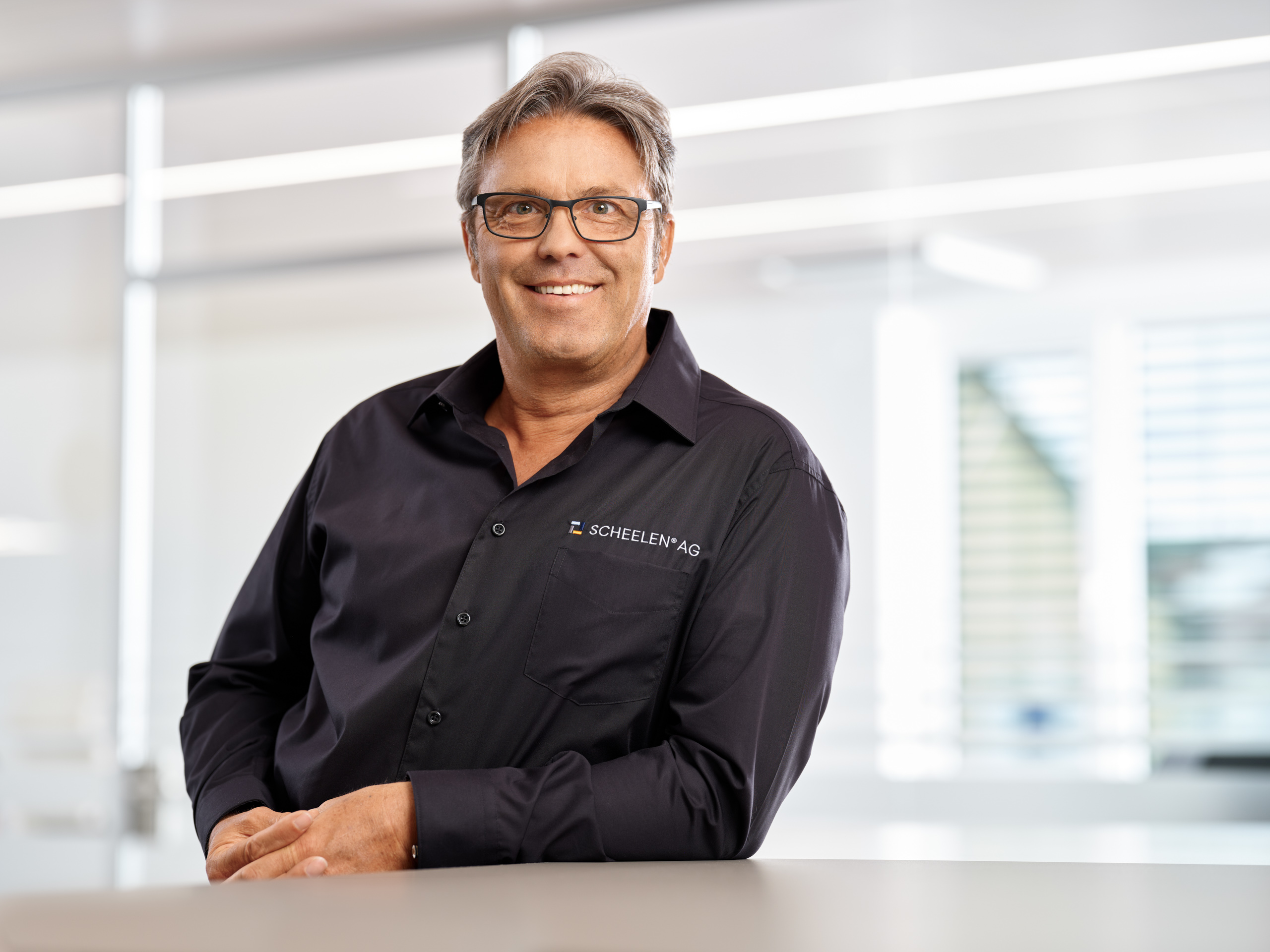
Autor Frank M. Scheelen 2022

Frank Michael Scheelen (* 8. November 1962 in Tiengen) ist ein deutscher Sachbuchautor.

## Leben
Frank Scheelen hatte, nach eigenen Angaben, in seiner Ausbildung einen technischen Background und berufsbegleitend an der European Business School in Wiesbaden studiert. Danach wechselte er an die Managementschule Zürich.

## Publikationen (Auszug)
- So gewinnen Sie jeden Kunden. Verl. Moderne Industrie, Landsberg/Lech 1999 (Erstauflage). ISBN 978-3-478-24480-0.
- Menschenkenntnis auf einen Blick. MVG Verlag, 2006/2015. ISBN 3-636-07174-2/ISBN 978-3-86882-566-4.
- mit John Butler: Managementkompetenz – Der Weg zum erfolgreichen Unternehmer. Verlag moderne Industrie, 2000. ISBN 3-478-38500-8.
- mit Walter Simon: Bewerberauswahl leicht gemacht. Redline Wirtschaft, 2003. ISBN 3-8323-1037-1.
- mit Brian Tracy: Personal Leadership. Redline Wirtschaft, 2005. ISBN 3-636-01168-5.
- mit Brian Tracy, Ron Arden: Be charming. MVG Verlag, 2007. ISBN 978-3-636-06289-5.
- mit Brian Tracy (Hrsg.): Flight Plan. Gabal, 2009. ISBN 978-3-89749-911-9.
- mit Erich-Norbert Detroy: Jeder Kunde hat seinen Preis. Walhalla U. Praetoria, 2008. ISBN 978-3-8029-3359-2.
- mit Alexander Christiani: Stärken stärken. Redline Wirtschaft, 2008. ISBN 978-3-478-31310-0.
- mit David G. Bigby: Kompetenzorientierte Unternehmensentwicklung. Haufe, 2011. ISBN 978-3-648-01287-1.

### Fachbuchbeiträge
- Management & Führung 1 – Erfolgsrezepte von Trainern und Experten. Excellence Edition, Speakers Excellence, 2008, ISBN 978-3-7664-9510-5.
- Hans-Uwe L. Köhler (Hrsg.): Best of 55 – Die Olympiade der Verkaufsexperten. Gabal, 2005, ISBN 3-89749-555-4.